# Reaumuria
Reaumuria é um género botânico pertencente à família Tamaricaceae.
1. ↑  «Reaumuria — World Flora Online». www.worldfloraonline.org. Consultado em 19 de agosto de 2020